# 松笠揚げ
松笠揚げ（まつかさあげ）とは、日本料理における魚の鱗を用いた調理法である。

## 調理法
主にアマダイの調理で用いられる。魚の鱗に塩をまぶし、皮目に高温の油をかけて鱗を開かせる調理法である。この様子が松かさのように見えるので「松笠揚げ」と呼ばれている。